# Arnold Green
Arnold Green (ur. 30 sierpnia 1920 w Rydze, zm. 4 listopada 2011 w Tallinie) – polityk Estońskiej SRR.

## Życiorys
Od 1940 do stycznia 1941 był instruktorem powiatowego komitetu Komsomołu Estonii, 1941-1947 pracownikiem politycznym Armii Czerwonej/Armii Radzieckiej, w tym 1941-1942 kursantem szkoły piechoty w Tallinie (po jej ukończeniu został młodszym politrukiem), od 1942 należał do WKP(b). W 1947 pracował w redakcji pisma "Eesti Kommunist", 1947-1950 był słuchaczem Wyższej Szkoły Partyjnej przy KC WKP(b), 1950-1953 redaktorem odpowiedzialnym gazety "Rahva Hääl" ("Głos Ludu"), od 14 kwietnia 1951 do 23 marca 1990 wchodził w skład KC Komunistycznej Partii (bolszewików) Estonii/Komunistycznej Partii Estonii. Od 19 września 1952 do 11 lutego 1954 był zastępcą członka Biura KC KP(b)E/KPE, od 12 marca 1953 do 14 marca 1984 zastępcą przewodniczącego Rady Ministrów Estońskiej SRR i jednocześnie od 1 listopada 1958 do 24 lutego 1960 ministrem oświaty Estońskiej SRR i 1960-1966 sekretarzem Federacji Walki Estońskiej SRR. Od 1 lutego 1962 do 1990 był ministrem spraw zagranicznych Estońskiej SRR, 1985-1993 przewodniczącym Federacji Narciarstwa Estońskiej SRR/Estonii, a od 14 stycznia 1989 do 1997 przewodniczącym Komitetu Olimpijskiego Estońskiej SRR/Estonii. Został odznaczony Orderem Czerwonej Gwiazdy i Orderem „Znak Honoru”.